# Гравис снизу
Гравис снизу (◌̖, ˎ) — диакритический знак, использовавшийся в Международном фонетическом алфавите и ромическом алфавите.

## Использование
В варианте ромического алфавита 1877 года обозначал сдвиг артикуляции вперёд. Например, буква t обозначала глухой альвеолярный взрывной согласный, а t̖ — глухой зубной взрывной согласный. Аналогом в МФА является плюс снизу (◌̟).
В Международный фонетический алфавит был введён в 1921 году для обозначения низкого нисходящего тона (если ставится под буквой) и для обозначения побочного ударения (если ставится перед буквой). В 1927 году для обозначения побочного ударения взамен данного знака была введена вертикальная линия (ˌ). В 1989 году для обозначения низкого нисходящего тона был введён макрон-гравис.